# Фердинанд Максимилиан Баден-Баденский
Фердинанд Максимилиан Баден-Баденский (23 сентября 1625 — 4 ноября 1669) — наследный принц Баден-Бадена, отец знаменитого генерала Людвига Вильгельма Баден-Баденского.

## Жизнь
Фердинанд Максимилиан родился в Баден-Бадене и был старшим сыном Вильгельма, маркграфа Баден-Бадена и его первой жены Екатерины Урсулы Гогенцоллерн-Гехингенской. Фердинанд Максимилиан должен был унаследовать титул маркграфа Баден-Бадена, однако о погиб ещё при жизни своего отца в результате несчастного случая на охоте.

## Семья
Фердинанд Максимилиан в 1653 году в Париже женился на принцессе Луизе Кристине Савойско-Кариньянской, тёте принца Евгения Савойского.
Брак не был счастливым. Луиза Кристина отказалась покинуть изысканный французский двор и последовать за своим мужем в Баден-Баден. После этого Фердинанд Максимилиан похитил его сына из Парижа и увёз его в Баден-Баден. Как следствие, Людвиг Вильгельм был воспитан не своей матерью, а второй женой своего дедушки, Марией Магдаленой Эттинген-Балдернской.